# Сода Акіо
Сода Акіо (10 квітня 1909 — ) — японський хокеїст на траві.
Срібний призер Олімпійських Ігор 1932 року.